# Московский проспект (Калининград)
Моско́вский проспе́кт — проспект Калининграда в Ленинградском районе. Проходит от улицы Генерала Буткова до границы города.

## Описание
Московский проспект начинается у безымянной площади у Калининградского филиала СПбУ МВД России (бывших школы милиции и юридического института) недалеко от Железнодорожных ворот, — там же, где начинаются улицы Генерал-Фельдмаршала Румянцева и Генерала Галицкого и заканчивается улица Генерала Буткова. С чётной, южной стороны примыкают улицы Юрия Савенко, Мариупольская и Виктора Гюго, затем через Эстакадный мост над улицей проходит Ленинский проспект, в этом же месте начинается пешеходная набережная Петра Великого.
За Ленинским проспектом с нечётной стороны примыкают Центральная площадь, улица 9 Апреля, переходящая по Второму Эстакадному мосту на Октябрьский остров и северная часть улицы Грига, не связанная с южной. С чётной стороны примыкает Октябрьская улица, ведущая на тот же остров через Деревянный мост, южная часть улицы Грига и Литовский переулок. За Закхаймскими воротами и Литовским Валом расположен мост через Литовский ручей.
Далее с чётной стороны примкают Ялтинская улица и Ялтинский переулок, с нечётной — Дачная и Суздальская улицы. За путепроводом над улицей Маршала Покрышкина проспект проходит через Октябрьский посёлок: с севера примыкают улица Свердлова и Белибейская улица, с юга — Бакинская, Тульская улицы и улица Миклухо-Маклая. После пересечения Кутаисской улицы с нечётной стороны примыкает Флотская улица. За Окружной дорогой проспект доходит до границы Калининграда, где он продолжается как Калининградское шоссе посёлка Прибрежное и А229 до Нестерова и границы с Литвой. В посёлке Талпаки от неё отходит трасса А216 до Советска также к границе с Литвой.

## История
В немецкое время не было единой улицы, совпадающей с нынешним Московским проспектом. Ему соответствовала последовательность следующих улиц (в направлении с запада на восток): Oberlaak-Straße, Unterlaak-Straße (примерно до Эстакадного моста), Altstadt-Lang-Straße (участок от Эстакадного моста до Октябрьской улицы), Luther-Kirchen-Straße, Sackheim-Straße (до Закхаиймских ворот), Tapiauer-Straße (от Закхаймских ворот далее до границы города).
На карте 1910 года обозначена трамвайная линия, проходящая по трассе нынешнего Московского проспекта на участке от Unterlaak до Закхаймских ворот. На карте 1940 года указано, что по этой линии ходили трамвайные маршруты № 9 и 10 (в современной трамвайной сети им нет соответствия). Дальше, от Закхаймских ворот до границы города проходил автобусный маршрут «E».
Название Московский проспект улица получила согласно Приказу городского управления по гражданским делам от 1 августа 1946 года.
В 2016—2018 годах путепровод над железнодорожной веткой к ЦБК-1 был перестроен, вместо самой ветки появилась так называемая Восточная эстакада, её часть с 2021 года называется улица Маршала Покрышкина.
В рамках плана реконструкции центра Калининграда планируется перенос участка Московского проспекта в тоннель.

## Примечательные объекты

### По нечётной стороне
- № 83 — универсам «Московский»;
- № 95 — административное здание;
- № 169—171  — стадион «Красная звезда»;
- № 171А — торговый центр «Сити»;
- № 175 — отели «Мартон» и «Китай-город»;
- № 181 — ОКБ «Факел»;
- № 203А — автосалон «БМВ Рус Моторс»;
- № 205 — автосалон и автосервис «Отто Кар»;
- № 207—207А — автосалон и автосервис «До-Кар»;
- № 229 — торговый центр «Октябрьский»;
- № 231 — магазин SPAR;
- № 253 — магазин «Юпитер»;
- № 255 и 257 — торговый центр «Гиант»;
- № 271 — автосалон «Лексус-Калининград»;
- № 273 — спортивный комплекс «Альбатрос-Восток»;
- № 279 — торговый центр Metro;
- форт № 1 — Штайн.

### По чётной стороне
- № 40 — бизнес-центр «Балтийский»;
- № 52 — гостиница «Ибис»;
- парк на месте района Альтштадт;
- памятный знак морякам-балтийцам;
- № 60—74 — Областной центр культуры молодёжи, до 2017 года — Художественная галерея;
- № 98 — народная школа 1875—1876 годов;
- № 164 — Закхаймские ворота;
- № 174 — торговый центр «Ялтинский»;
- № 184 — гостиница «Кёнигавто»;
- № 186 — магазин «Строитель»;
- № 242 — торговый центр «Розетка 39»;
- № 244 — торговый центр «Гран-Мар»;
- № 250 — автосалоны «Мерседес-центр» и Gelly;
- № 252 — автосервис «Ауди-Сервис»;
- № 256А — автосалон «Балтик-А»;
- № 258Б — магазин «Супермаркет»;
- № 256А — автосалон «Ниссан-центр»;
- № 262 — автосервис «Маслёнка»;
- № 268 — магазин «Стеклосервис»;
- № 270 — магазин и автосервис «Оттокар»;
- № 272 — магазин мебели Bigboxx.

## Транспорт

### Трамваи
- 3: Южный вокзал — улица Багратиона — Большая Песочная улица — Октябрьская улица — Московский проспект — улица 9 Апреля — улица Черняховского — проспект Мира — ЦПКиО
- 5: Дюнная улица — Аллея Смелых — улица Дзержинского — Октябрьская улица — Московский проспект — улица 9 Апреля — улица Черняховского — Советский проспект — Фестивальная Аллея — проспект Мира — Бассейная улица

Служебная однопутная трамвайная линия без пассажирского движения шла от Октябрьской улицы до начала проспекта и далее к вагоноремонтным мастерским. В ноябре 2008 года она прекратила своё существование в связи с ликвидацией вагоноремонтных мастерских. В районе Мариупольской улицы и Правой набережной вблизи Двухъярусного моста на 2024 год сохранились небольшие фрагменты пути.

### Троллейбусы
- 2: Красная улица (обратно — Советский проспект) — Комсомольская улица (обратно — улица Космонавта Леонова) — проспект Мира — Театральная улица — Гвардейский проспект — Московский проспект — Флотская улица

- 7: Поликлиника (пересечение с улицей Гайдара) — улица Горького — улица Черняховского — Ленинский проспект — Московский проспект (туда — через «Лицей № 23») — Флотская улица

### Автобусы

#### Внутригородские
- 21: Балтийский рынок (Беговая улица) — Автошкола (Таганрогская улица)
- 28: Юго-Восток (улица Левитана) — Улица Ломносова
- 29: Бауцентр (форт № 1) — Завод «Янтарь»
- 37: Посёлок Прибрежное — Улица Олега Кошевого
- 39: Улица Аксакова — Минусинская улица
- 40: Спорткомплекс «Янтарный» — Посёлок Ново-Дорожный
- Улица Миклухо-Маклая — «Леруа Мерлен» (улица Александра Невского)

#### Междугородные
- 104: Автовокзал «Калининград» — Ярославское
- 110: Автовокзал «Калининград» — Дворки
- 112: Автовокзал «Калининград» — Добрино
- 134: Автовокзал «Калининград» — Славинск
- 156: Автовокзал «Калининград» — Большая Поляна
- 157: Автовокзал «Калининград» — Гордое
- 523: Автовокзал «Калининград» — Советск
- 534: Автовокзал «Калининград» — Железнодорожный
- 536: Автовокзал «Калининград» — Мозырь
- 543: Автовокзал «Калининград» — Советск
- 555: Автовокзал «Калининград» — Карамышево
- 580: Автовокзал «Калининград» — Гусев
- 583: Автовокзал «Калининград» — Гусев

### Маршрутные такси
- 72: Спорткомплекс «Янтарный» — Микрорайон Чкаловск
- 74: Брусничная улица — Посёлок Борисово
- 75: Спорткомплекс «Янтарный» — Кардиоцентр (Родники)
- 87: Улица Аксакова — Завод «Янтарь»
- 155: Город Мастеров (Большое Исаково) — Дачи «Вишенка-2» (Дорожное)

## Галерея
- Трамвай маршрута № 8 (ныне не существующий) рядом с Октябрьской улицей. 24 июня 2007 года
- Трамвай маршрута № 5 рядом с улицей 9 Апреля. 26 июля 2022 года
- Троллейбус маршрута № 7 рядом с улицей Миклухо-Маклая. 26 июля 2022 года